# Inspector Fabre
Inspector Fabre (ファーブル先生は名探偵, Fabre Sensei wa Meitantei, traduzido como, "O Professor Detective Fabre") é um anime nipo-indonésio criado em parceria entre os estúdios Enoki Films e Easy Film, tendo suas transmissões iniciadas entre 11 de abril de 2000 até 11 de outubro do mesmo ano no canal japonês NHK2, a história se baseia na obra O Diários dos Insectos de Jean-Henri Casimir Fabre.
Em Portugal a série estreou na RTP2 com dobragem portuguesa, e mais tarde no Canal Panda com dobragem espanhola e legendas em português.

## Enredo
Inspector Fabre conta a história de um detective que usa os seus conhecimentos de entomologia para resolver mistérios, indo no encalço dos bandidos examinando as pistas ecológicas deixadas no local do crime...
Inspirada no Diário dos Insectos escrito por Jean Henri Fabre, entomologista e autor, todas as personagens aqui descritas, incluindo a de Fabre, são retratadas como insectos.
Além das personagens principais, figuras históricas como Charles Darwin, Alexander Dumas, Júlio Verne e Napoleão III, fazem a sua aparição, também retratados como insectos. 

## Equipe
- Direção: Masami Furukawa
- Composição da série: Osamu Nakamura
- Música: Hayato Matsuo
- Criador original: Osamu Nakamura
- Desenhista dos personagens: Hajime Matsuzaki

## Elenco

### Seiyūs
- Fabre - Toshihiko Seki
- Angelica/Red Jeanne - Michiko Neya
- Editor - Moyu Arishima

### Dobragem Portuguesa
- Charlotte - Barbara Lourenço